# The Karelia
The Karelia – szkocki zespół muzyczny założony w latach 90. przez Alexa Kapranosa, późniejszego lidera Franz Ferdinand.

## Skład
- Alex Huntley (Kapranos) – wokal, gitara, buzuki, banjolele;
- Glen Thompson – gitara basowa, perkusja;
- Alan Wylie – trąbka;
- Thom Falls – bębny.

## Nazwa
Początkowo zespół nosił nazwę „The Blisters”, a ostatecznie zmieniona na „Karelia” od greckiego koncernu tytoniowego, chociaż Karelia to także region leżący na pograniczu Finlandii i Rosji.

## Dyskografia
- A Souvenir From Glasgow (1995; kompilacja)
  - utwory Patrick Meets The Courgettes oraz Christian Chorus nagrane jeszcze jako „The Blisters”.
- Divorce at High Noon (1997)
- Divorce at High Noon (2008; reedycja)
  - wzbogacony o nowe wersje piosenki tytułowej oraz Love's a Cliché